# Сан-Херонімо (Каліфорнія)
Сан-Херонімо (англ. San Geronimo) — переписна місцевість (CDP) в США, в окрузі Марін штату Каліфорнія. Населення — 510 осіб (2020).

## Географія
Сан-Херонімо розташований за координатами 38°0′24″ пн. ш. 122°39′48″ зх. д. / 38.00667° пн. ш. 122.66333° зх. д. (38.006710, -122.663259).  За даними Бюро перепису населення США в 2010 році переписна місцевість мала площу 3,91 км², уся площа — суходіл.

## Демографія
Згідно з переписом 2010 року, у переписній місцевості мешкало 446 осіб у 199 домогосподарствах у складі 134 родин. Густота населення становила 114 особи/км².  Було 208 помешкань (53/км²).
Расовий склад населення:
| - 94,4 % — білих - 0,7 % — чорних або афроамериканців - 0,7 % — азіатів - 0,4 % — корінних американців |

До двох чи більше рас належало 3,1 %. Частка іспаномовних становила 4,7 % від усіх жителів.
За віковим діапазоном населення розподілялося таким чином: 16,1 % — особи молодші 18 років, 66,9 % — особи у віці 18—64 років, 17,0 % — особи у віці 65 років та старші. Медіана віку мешканця становила 50,0 року. На 100 осіб жіночої статі у переписній місцевості припадало 97,3 чоловіків;  на 100 жінок у віці від 18 років та старших — 94,8 чоловіків також старших 18 років.
Середній дохід на одне домашнє господарство  становив 110 938 доларів США (медіана — 85 625), а середній дохід на одну сім'ю — 112 532 долари (медіана — 108 250). За межею бідності перебувало 10,4 % осіб, у тому числі 0,0 % дітей у віці до 18 років та 7,4 % осіб у віці 65 років та старших.
Цивільне працевлаштоване населення становило 284 особи. Основні галузі зайнятості: освіта, охорона здоров'я та соціальна допомога — 39,1 %, роздрібна торгівля — 23,9 %, науковці, спеціалісти, менеджери — 14,1 %, публічна адміністрація — 7,7 %.